# Brazilië op de Olympische Spelen
Brazilië is een van de landen die deelneemt aan de Olympische Spelen. Brazilië debuteerde op de Zomerspelen van 1920. Tweeënzeventig jaar later (1992) kwam het voor het eerst uit op de Winterspelen.
In 2024 deed Brazilië voor de 24e keer mee aan de Zomerspelen, in 2022 nam het voor de negende keer deel aan de Winterspelen. Er werden in totaal 170 medailles (40-49-81) behaald, alle op de Zomerspelen.

## Medailles en deelnames
De tabel geeft een overzicht van de jaren waarin werd deelgenomen, het aantal gewonnen medailles en de eventuele plaats in het medailleklassement.
| Zomerspelen | Zomerspelen | Zomerspelen | Zomerspelen | Zomerspelen | Zomerspelen |        | Winterspelen | Winterspelen | Winterspelen | Winterspelen | Winterspelen | Winterspelen |
| Jaar        | Goud        | Zilver      | Brons       | Totaal      | Rang        | Jaar   | Goud         | Zilver       | Brons        | Totaal       | Rang         |              |
| 1920        | 1           | 1           | 1           | 3           | 15          |        |              |              |              |              |              |              |
| 1924        | 0           | 0           | 0           | 0           | -           | 1924   | -            | -            | -            | -            | -            |              |
| 1928        | -           | -           | -           | -           | -           | 1928   | -            | -            | -            | -            | -            |              |
| 1932        | 0           | 0           | 0           | 0           | -           | 1932   | -            | -            | -            | -            | -            |              |
| 1936        | 0           | 0           | 0           | 0           | -           | 1936   | -            | -            | -            | -            | -            |              |
| 1948        | 0           | 0           | 1           | 1           | 34          | 1948   | -            | -            | -            | -            | -            |              |
| 1952        | 1           | 0           | 2           | 3           | 24          | 1952   | -            | -            | -            | -            | -            |              |
| 1956        | 1           | 0           | 0           | 1           | 24          | 1956   | -            | -            | -            | -            | -            |              |
| 1960        | 0           | 0           | 2           | 2           | 39          | 1960   | -            | -            | -            | -            | -            |              |
| 1964        | 0           | 0           | 1           | 1           | 35          | 1964   | -            | -            | -            | -            | -            |              |
| 1968        | 0           | 1           | 2           | 3           | 35          | 1968   | -            | -            | -            | -            | -            |              |
| 1972        | 0           | 0           | 2           | 2           | 41          | 1972   | -            | -            | -            | -            | -            |              |
| 1976        | 0           | 0           | 2           | 2           | 36          | 1976   | -            | -            | -            | -            | -            |              |
| 1980        | 2           | 0           | 2           | 4           | 17          | 1980   | -            | -            | -            | -            | -            |              |
| 1984        | 1           | 5           | 2           | 8           | 19          | 1984   | -            | -            | -            | -            | -            |              |
| 1988        | 1           | 2           | 3           | 6           | 24          | 1988   | -            | -            | -            | -            | -            |              |
| 1992        | 2           | 1           | 0           | 3           | 25          | 1992   | 0            | 0            | 0            | 0            | -            |              |
| 1996        | 3           | 3           | 9           | 15          | 25          | 1994   | 0            | 0            | 0            | 0            | -            |              |
| 2000        | 0           | 6           | 6           | 12          | 53          | 1998   | 0            | 0            | 0            | 0            | -            |              |
| 2004        | 5           | 2           | 3           | 10          | 16          | 2002   | 0            | 0            | 0            | 0            | -            |              |
| 2008        | 3           | 4           | 10          | 17          | 23          | 2006   | 0            | 0            | 0            | 0            | -            |              |
| 2012        | 3           | 5           | 9           | 17          | 22          | 2010   | 0            | 0            | 0            | 0            | -            |              |
| 2016        | 7           | 6           | 6           | 19          | 13          | 2014   | 0            | 0            | 0            | 0            | -            |              |
| 2020        | 7           | 6           | 8           | 21          | 12          | 2018   | 0            | 0            | 0            | 0            | -            |              |
| 2024        | 3           | 7           | 10          | 20          | 20          | 2022   | 0            | 0            | 0            | 0            | -            |              |
| Totaal      | 40          | 49          | 81          | 170         |             | Totaal | 0            | 0            | 0            | 0            |              |              |
| Tot. Z+W    | 40          | 49          | 81          | 170         |             |        |              |              |              |              |              |              |

Afghanistan · Albanië · Algerije · Amerikaans-Samoa · Amerikaanse Maagdeneilanden · Andorra · Angola · Antigua en Barbuda · Argentinië · Armenië · Aruba · Australië · Azerbeidzjan · Bahama's · Bahrein · Bangladesh · Barbados · België · Belize · Benin · Bermuda · Bhutan · Bolivia · Bosnië en Herzegovina · Botswana · Brazilië · Britse Maagdeneilanden · Brunei · Bulgarije · Burkina Faso · Burundi · Cambodja · Canada · Centraal-Afrikaanse Republiek · Chili · China · Chinees Taipei · Colombia · Comoren · Congo-Brazzaville · Congo-Kinshasa · Cookeilanden · Costa Rica · Cuba · Cyprus · Denemarken · Djibouti · Dominica · Dominicaanse Republiek · Duitsland · Ecuador · Egypte · El Salvador · Equatoriaal-Guinea · Eritrea · Estland · Ethiopië · Fiji · Filipijnen · Finland · Frankrijk · Gabon · Gambia · Georgië · Ghana · Grenada · Griekenland · Groot-Brittannië · Guam · Guatemala · Guinee · Guinee-Bissau · Guyana · Haïti · Honduras · Hongarije · Hongkong · Ierland · IJsland · India · Indonesië · Irak · Iran · Israël · Italië · Ivoorkust · Jamaica · Japan · Jemen · Jordanië · Kaaimaneilanden · Kaapverdië · Kameroen · Kazachstan · Kenia · Kirgizië · Kiribati · Koeweit · Kosovo · Kroatië · Laos · Lesotho · Letland · Libanon · Liberia · Libië · Liechtenstein · Litouwen · Luxemburg · Madagaskar · Malawi · Malediven · Maleisië · Mali · Malta · Marokko · Marshalleilanden · Mauritanië · Mauritius · Mexico · Micronesië · Moldavië · Monaco · Mongolië · Montenegro · Mozambique · Myanmar · Namibië · Nauru · Nederland · Nepal · Nicaragua · Nieuw-Zeeland · Niger · Nigeria · Noord-Korea · Noord-Macedonië · Noorwegen · Oeganda · Oekraïne · Oezbekistan · Oman · Oost-Timor · Oostenrijk · Pakistan · Palau · Palestina · Panama · Papoea-Nieuw-Guinea · Paraguay · Peru · Polen · Portugal · Puerto Rico · Qatar · Roemenië · Rusland · Rwanda · Saint Kitts en Nevis · Saint Lucia · Saint Vincent en de Grenadines · Salomonseilanden · Samoa · San Marino · Saoedi-Arabië · Sao Tomé en Principe · Senegal · Servië · Seychellen · Sierra Leone · Singapore · Slovenië · Slowakije · Somalië · Spanje · Sri Lanka · Soedan · Suriname · Swaziland · Syrië · Tadzjikistan · Tanzania · Thailand · Togo · Tonga · Trinidad en Tobago · Tsjaad · Tsjechië · Tunesië · Turkije · Turkmenistan · Tuvalu · Uruguay · Vanuatu · Venezuela · Verenigde Arabische Emiraten · Verenigde Staten · Vietnam · Wit-Rusland · Zambia · Zimbabwe · Zuid-Afrika · Zuid-Korea · Zuid-Soedan · Zweden · Zwitserland
Historische landen: Bohemen · Bondsrepubliek Duitsland · Brits-Indië · Duitse Democratische Republiek · Joegoslavië · Malaya · Nederlandse Antillen · Noord-Borneo · Noord-Jemen · Saarland · Servië en Montenegro · Sovjet-Unie · Tsjecho-Slowakije · West-Indische Federatie · Zuid-Jemen
Bijzondere deelnames: Onafhankelijke olympische atleten · Vluchtelingenteam 
 Australazië · Duits Eenheidsteam · Gemengd team · Gezamenlijk Team